# Needle in a Slunk Stack
Needle in a Slunk Stack è il ventiseiesimo album in studio del chitarrista statunitense Buckethead, pubblicato il 24 settembre 2009 dalla Hatboxghost Music.

## Il disco
Come quanto accaduto con il precedente album Forensic Follies, Needle in a Slunk Stack è caratterizzato dalla sperimentazione della tecnica della xenocronia da parte del chitarrista. Infatti, ciascun brano è stato realizzato mediante l'unione e la sovrapposizione di parti strumentali di brani estratti dai precedenti album.

## Tracce
Musiche di Buckethead e Dan Monti.
1. Needle in a Slunk Stack – 4:08
2. Interview with the Double Man – 4:06
3. Carcass Cable – 2:44
4. Next Stop, the Shell – 2:04
5. Distilled Scalp – 4:54
6. Furnace – 3:16
7. Mego Frankenstein – 2:56
8. Alpha Sea – 2:29
9. Wormwood's Workshop Part 1 – 3:22
10. Pythagorus Sled – 0:59
11. Slunk Smuggler – 1:54
12. Wormwood's Workshop Part 2 – 4:08
13. Astral Traveler – 3:08

## Formazione
- Buckethead – chitarra

Altri musicisti
- Dan Monti – basso, missaggio[2]